# اريك ماثيوز (مصارع رياضي)
اريك ماثيوز (بالإنجليزية: Erin Mathews) هو مصارع رياضي نيوزيلندي، ولد في 1933.